# Бобрик (Троснянский район)
Бобрик — посёлок в Троснянском районе Орловской области. Входит в состав Никольского сельского поселения. Население 1 (2010) человек

## Общая физико-географическая характеристика
Географическое положение
По автомобильным дорогам расстояние до областного центра города Орёл составляет 89 км, до районного центра села Тросна — 28 км. Абсолютная высота 211 метров над уровнем моря.
Часовой пояс
Бобрик, как и вся Орловская область, находится в часовой зоне МСК (московское время). Смещение применяемого времени относительно UTC составляет +3:00.

## Население
| 2010 |
| ---- |
| 1    |

Национальный состав
Согласно результатам переписи 2002 года, в национальной структуре населения русские составляли  100% из 21 человека.